# Ростовский юридический институт МВД России
Федеральное государственное казенное образовательное учреждение высшего образования «Ростовский юридический институт Министерства внутренних дел Российской Федерации» — высшее учебное заведение, расположенное в городе Ростов-на-Дону, образовательное учреждение МВД России.

## История
История Ростовского института МВД России началась в 1961 году с создания в Ростове-на-Дону Ростовского отделения факультета заочного обучения Высшей школы МВД РСФСР по приказу министра внутренних дел РСФСР генерал-лейтенанта Н. П. Стаханова от 11 мая № 226. Отделение размещалось на улице Красноармейской.
С 1962 по 1966 год отделение было переименовано вслед за ведомством в Ростовское отделение факультета заочного обучения Высшей школы МООП РСФСР (Министерства охраны общественного порядка РСФСР). После упразднения МООП РСФСР в пользу союзно-республиканского МООП СССР учреждение называлось Ростовским отделением факультета заочного обучения Высшей школы МООП (МВД) СССР.
С 1968 года с восстановлением прежнего названия ведомства образовательное учреждение вернуло своё прежнее название — Ростовское отделение факультета заочного обучения Высшей школы МВД РСФСР.
5 июня 1971 года отделение было преобразовано в Ростовский факультет заочного обучения Высшей школы МВД РСФСР, а с 4 июня 1974 года носило название Ростовского факультета Московского филиала юридического заочного обучения при Академии МВД СССР. 1 апреля 1988 года заведение было переименовано в Ростовский факультет Высшей юридической заочной школы МВД СССР.
В 1992 году на базе факультета было образовано самостоятельное образовательное учреждение — Ростовская высшая школа МВД России. А уже в 1996 году Ростовская высшая школа МВД России выпустила своих первых выпускников.
По результатам работы комиссии Государственной инспекции по аттестации учебных заведений России Министерства общего и профессионального образования Российской Федерации осенью 1997 года было рекомендовано реорганизовать учреждение в Ростовский юридический институт МВД России.
По распоряжению Правительства Российской Федерации № 80-Р РВШ МВД России 24 января 1998 года была переименована в РЮИ МВД России. В июле 1998 года был образован юридический факультет.
В течение следующего десятилетия происходило несколько изменений в аббревиатуре (в 2000 году в соответствии с приказом МВД России от 03 июля 2000 года № 718 Ростовский юридический институт МВД России был переименован в ГОУ ВПО РЮИ МВД России. В 2007 году в соответствии с приказом МВД России от 12 сентября 2007 года № 794 ГОУ ВПО РЮИ МВД России был переименован в ФГОУ ВПО РЮИ МВД России и в 2009 году — в ФГОУ ВПО «РЮИ МВД России» (приказ МВД России от 15 июля 2009 года № 547)).
Приказом МВД России от 31 мая 2011 года № 572 были внесены изменения в Устав института, и вуз получил название — федеральное государственное казенное образовательное учреждение высшего профессионального образования «Ростовский юридический институт Министерства внутренних дел Российской Федерации» (ФГКОУ ВПО «РЮИ МВД России»).
Приказом МВД России от 25 июня 2015 года № 710 утвержден новый Устав института, в соответствии с которым полное наименование института — федеральное государственное казенное образовательное учреждение высшего образования «Ростовский юридический институт Министерства внутренних дел Российской Федерации» (ФГКОУ ВО РЮИ МВД России).

## Структура

### Филиал
- Волгодонский филиал федерального государственного казенного образовательного учреждения высшего образования "Ростовский юридический институт Министерства внутренних дел Российской Федерации"

### Факультеты
- Факультет подготовки специалистов по программам высшего образования
- Факультет заочного обучения
- Факультет профессиональной подготовки, переподготовки и повышения квалификации

### Кафедры
- Кафедра административного права
- Кафедра гражданско-правовых дисциплин
- Кафедра гуманитарных и социально-экономических дисциплин
- Кафедра иностранных языков
- Кафедра информационного обеспечения ОВД
- Кафедра криминалистики и оперативно-разыскной деятельности
- Кафедра тактико-специальной подготовки
- Кафедра теории и истории государства и права
- Кафедра уголовного права и криминологии
- Кафедра уголовного процесса
- Кафедра физической подготовки